# Countdown (filme de 2019)
Countdown (bra: A Hora da Sua Morte; prt: Countdown) é um filme de terror sobrenatural estadunidense de 2019, escrito e dirigido por Justin Dec. É estrelado por Elizabeth Lail, Jordan Calloway, Talitha Bateman, Tichina Arnold, P. J. Byrne, Peter Facinelli, Anne Winters e Tom Segura. A trama acompanha um grupo de pessoas que descobre um aplicativo de celular que consegue prever com precisão a hora exata que cada usuário vai morrer.
Countdown foi lançado nos Estados Unidos em 25 de outubro de 2019 pela STX Entertainment e no Brasil em 20 de fevereiro de 2020 pela Diamond Films. O filme recebeu críticas negativas, mas arrecadou US$ 48 milhões mundialmente contra um orçamento de US$ 6,5 milhões, tornando-se um sucesso comercial.

## Premissa
A enfermeira Quinn (Elizabeth Lail) baixa um aplicativo que afirma prever com exatidão quando uma pessoa vai morrer. Mesmo sem levar a sério, ela acaba ficando em choque ao ver que só lhe restam dois dias de vida. Com o cronômetro já em contagem regressiva, Quinn precisa encontrar um jeito de escapar do destino antes que o tempo acabe. Para piorar, uma entidade misteriosa e sobrenatural começa a persegui-la sem descanso.

## Elenco
- Elizabeth Lail como Quinn Harris, uma enfermeira recém-formada e irmã mais velha de Jordan[12]
- Jordan Calloway como Matt Monroe, um jovem que Quinn conhece na loja de celulares e se junta a ela para derrotar Ozhin
- Talitha Bateman como Jordan Harris, irmã mais nova de Quinn, que também se une a Quinn e Matt na luta contra o demônio Ozhin
- Tichina Arnold como Enfermeira Amy, chefe do hospital onde Quinn trabalha
- P. J. Byrne como Padre John, um entusiasta de demônios que tenta ajudar Quinn, Matt e Jordan a enfrentar Ozhin
- Peter Facinelli como Dr. Sullivan, chefe de Quinn
- Anne Winters como Courtney, namorada de Evan
- Matt Letscher como Charlie Harris, o pai viúvo de Quinn e Jordan
- Dillon Lane como Evan, namorado de Courtney
- Tom Segura como Derek, um técnico em tecnologia que, de acordo com Quinn, consegue hackear aplicativos, incluindo o Countdown
- Charlie McDermott como Scott
- Christina Pazsitzky como Krissy
- Jeannie Elise Mai como Allie
- Marisela Zumbado como Kate
- Valente Rodriguez como Padre David

## Produção

### Seleção do elenco
Elizabeth Lail foi escalada para o papel principal do filme em março de 2019. Em abril de 2019, foi anunciado que Talitha Bateman, Peter Facinelli, Jordan Calloway, Tom Segura, P. J. Byrne, Anne Winters e Tichina Arnold também haviam se juntado ao elenco.

### Música
Danny Bensi e Saunder Jurriaans compuseram a partitura do filme. A trilha sonora foi lançada pela Sony Classical Records.

## Lançamento
Countdown foi lançado nos cinemas dos Estados Unidos em 25 de outubro de 2019. O trailer do filme estreou em 13 de setembro de 2019. A STX Entertainment teria gasto menos de US$ 15 milhões na divulgação do longa. O estúdio fez uma parceria com a Amp Studios, comandada pelo youtuber Brent Rivera, para promover o filme em redes sociais como o TikTok.
Depois de assistir ao trailer, o desenvolvedor Ryan Boyling planejou e criou um aplicativo que simula um contador de morte, inspirado diretamente no filme. O aplicativo foi disponibilizado para iOS e rapidamente alcançou o primeiro lugar entre os mais baixados na App Store em outubro de 2019. No entanto, ainda naquele ano, a Apple removeu o aplicativo da plataforma por violar suas diretrizes.

### Mídia doméstica
O filme foi lançado em 7 de janeiro de 2020 pela Universal Home Entertainment em DVD, Blu-ray e Digital HD. No Reino Unido, o lançamento ocorreu em 2 de março de 2020.

## Recepção

### Bilheteria
Nos Estados Unidos e Canadá, Countdown foi lançado junto com Black and Blue e The Current War, e a previsão era que arrecadasse cerca de US$ 5 milhões em seu fim de semana de estreia, em 2.675 salas de cinema. O filme faturou US$ 3,1 milhões no primeiro dia, incluindo US$ 515.000 das pré-estreias de quinta-feira à noite. Superando as expectativas, estreou com US$ 9 milhões, ficando em quinto lugar nas bilheteiras. No segundo fim de semana, teve uma queda de 35%, arrecadando US$ 5,8 milhões e caindo para a sétima posição.

### Resposta da crítica
No site agregador de críticas Rotten Tomatoes, 26% das 72 avaliações dos críticos são positivas, com uma classificação média de 4,2/10. O consenso do site diz: "Countdown pode oferecer alguns sustos passageiros para fãs de terror com poucas opções, mas carece de inteligência e criatividade para causar uma impressão duradoura." No Metacritic, o filme possui uma média ponderada de 31 de 100, com base em 16 críticas, indicando "avaliações geralmente desfavoráveis". O público consultado pelo CinemaScore deu ao filme uma nota média de "C+", em escala de A+ a F, enquanto os pesquisados pelo PostTrak deram uma média de 3 de 5 estrelas.
Benjamin Lee, do The Guardian, deu ao filme 1 de 5 estrelas, chamando-o de "um lançamento de Halloween sem doces, travessuras ou qualquer coisa que se aproxime vagamente de uma ideia original", além de criticá-lo pelas semelhanças com outros filmes de terror, especialmente Final Destination. Dennis Harvey, da Variety, classificou Countdown como "um novo terror estrondosamente bobo que provavelmente se chamaria 'Killer App' se esse título já não tivesse sido usado várias vezes". Charles Bramesco, do The Verge, escreveu: "Os mesmos fãs de terror que ficaram satisfeitos com a premissa pronta e a execução divertida de Happy Death Day vão encontrar em Countdown tudo o que ele tem para oferecer. Mas quem estiver buscando um techno-horror mais afiado, que realmente explore os medos ligados ao uso dos celulares, vai ter que continuar esperando." Zaki Hasan, do San Francisco Chronicle, deu 1 de 5 estrelas e comentou: "A única coisa que se pode dizer sobre Countdown é que o título é bem preciso. Quase desde o começo, você já está olhando para o relógio, esperando pelos créditos finais."

Kimber Myers, do Los Angeles Times, foi mais positiva, escrevendo: "Esse não é aquele tipo de filme de terror mais sutil, sombrio, que te deixa tenso o tempo todo; na verdade, os jumpscares te pegam o tempo inteiro. Se é só isso que você está procurando num filme de terror, vai se divertir bastante — e ainda sair com o coração acelerado depois desses ágeis 90 minutos." Josh Terry, do Deseret News, comentou: "Se você está em busca de uns bons sustos que flertam com o limite do PG-13 sem ultrapassá-lo, Countdown pode te divertir com sua premissa criativa."